# Conflicto rohinyá
El conflicto rohinyá es un conflicto al norte del estado birmano de Rakáin (anteriormente llamado Arakán). Se ha caracterizado por la violencia sectaria entre las comunidades musulmanas rohinyás y budistas rakáines, la represión militar birmana contra civiles rohinyá e insurgencias rohinyá en los municipios de Buthidaung, Maungdaw y Rathedaung, que limitan con Bangladés.
El conflicto surgió principalmente a causa de la diferencia sociorreligiosa entre los budistas rakáines y los musulmanes rohinyás. Durante la campaña de Birmania, en el contexto de la Segunda Guerra Mundial, los musulmanes rohinyá (aliados británicos, a quienes se les prometió un Estado musulmán), lucharon contra los budistas rakáines, aliados japoneses. Tras conseguir la independencia en 1948, el recién formado Gobierno birmano, de mayoría budista, le negó la ciudadanía a los rohinyás, sometiéndolos a una amplia discriminación sistemática. Este fenómeno ha sido ampliamente comparado con el apartheid por muchos académicos, analistas y figuras políticas internacionales, como lo es el caso de Desmond Tutu.
Tras la independencia de Birmania, los muyahidines rohinyá combatieron contra las fuerzas gubernamentales, con el fin de que la región de mayoría musulmán rohinyá alrededor de la península de Mayu, al norte de Arakán (actualmente Rakáin) obtuviera su autonomía o fuera anexada a Bengala Oriental, Pakistán (actual Bangladés). A finales de la década de 1950, los muyahidines casi habían perdido la totalidad de su apoyo, y en 1961 la mayoría de sus combatientes se habían rendido a las fuerzas gubernamentales.
En la década de 1970, los movimientos separatistas rohinyá surgieron de los remanentes muyahidines, y los combates culminaron con el inicio de la operación Rey Dragón en 1978 para expulsar a los llamados "extranjeros". En la década de 1990, la Organización de Solidaridad Rohinyá (RSO), fuertemente armada, fue la principal autora de atentados contra las autoridades birmanas cerca de la frontera con Bangladés. El Gobierno birmano respondió militarmente con la operación Nación Limpia y Hermosa, pero no logró desarmar a la RSO.
En octubre de 2016, los puestos fronterizos birmanos cerca de Bangladés fueron atacados por un nuevo grupo insurgente llamado Harakah al-Yaqin, lo que provocó la muerte de al menos 40 combatientes. Fue el mayor resurgimiento del conflicto desde 2001. La violencia explotó nuevamente en noviembre de 2016, elevando el número de fallecidos a 134, y de vuelta el 25 de agosto de 2017, cuando el Ejército de Salvación Rohinyá de Arakán (anteriormente Harakah al-Yaqin) lanzó una serie de ataques coordinados contra 24 puestos de policía y una base militar, dejando 71 muertos.
El Gobierno birmano respondió con una cruenta represión militar en contra de los rohinyás, lo que llevó a la Oficina del Alto Comisionado de las Naciones Unidas para los Derechos Humanos (ACNUDH) a abrir una investigación y publicar un informe el 11 de octubre de 2017, detallando el "proceso sistemático" del Ejército birmano para expulsar a cientos de miles de rohinyás de Birmania "mediante repetidos actos de humillación y violencia".

## Trasfondo
El pueblo rohinyá es una minoría étnica que habita principalmente el norte del estado birmano de Rakáin (anteriormente Arakán), siendo descrito como una de las minorías más perseguidas del mundo. Se describen a sí mismos como descendientes de comerciantes árabes que se establecieron en la región hace muchas generaciones. Sin embargo, el historiador Jacques Leider afirmó que "los antepasados de una abrumadora mayoría de los musulmanes en Rakáin han emigrado desde Bengala (...) sus descendientes y los musulmanes, en su conjunto, habían sido llamados realmente, sin controversia alguna, 'bengalíes' hasta principios de la década de 1990".  Durante el período coloniase les llamaba "chittagonenses" o "mahometanos", ya los británicos nunca usaron el término "rohinyás". Otros, como Chris Lewa y Andrew Selth, han identificado al grupo como étnicamente relacionado con los bengalíes del sur de Bangladés, mientras que la antropóloga Christina Fink utiliza el término rohinyá no como un identificador étnico, sino como uno político. 
Tras la invasión japonesa y la retirada de la administración británica, las tensiones en Arakán estallaron justo antes de la guerra. La guerra provocó conflictos intercomunales entre musulmanes y budistas arakanos. La violencia motivó a los musulmanes a huir de las regiones controladas por Japón, de mayoría budista, hacia aquellas de mayoría musulmana al norte de Arakán. A su vez, los ataques musulmanes provocaron que los budistas huyeran hacia el sur de Arakán. Al consolidar su posiciónval norte de Arakán, los rohinyás tomaron represalias en contra los colaboradores japoneses, especialmente los budistas. Aunque no fueron oficiales, se hicieron acuerdos con los musulmanes arakanos tras la Segunda Guerra Mundial. Oficiales de la Fuerza V como Andrew Irwin expresaron su entusiasmo por premiar a los musulmanes por su lealtad. Los líderes rohinyás creían que los británicos les habían prometido una "Zona Nacional Musulmana" en el actual distrito de Maungdaw. Preocupados por un futuro gobierno budista, en 1946, los dirigentes hicieron llamamientos para una anexión con Pakistán. Algunos otros también pidieron un estado independiente. Sin embargo, las peticiones fueron ignoradas por el gobierno británico.
Tras el período colonial, el primer éxodo masivo del entonces Pakistán Oriental tuvo lugar en la década de 1970. En la década de 1950, la idea de crear "una zona musulmana autónoma" dio origen a un "movimiento político y paramilitar". Los militantes usaron entonces el término rohinyá para describirse a sí mismos, lo que marca los "orígenes modernos" del término. La persecución de los rohinyás en Birmania se remonta a la década de 1970. El término "rohinyá" ha ganado popularidad desde la década de 1990 tras el "segundo éxodo" de "un cuarto de millón de personas de Bangladés a Rakáin" a principios de esa década.
El Gobierno birmano le negó la ciudadanía a los rohinyá en 1982, considerándolos inmigrantes ilegales procedentes de Bangladés. Desde entonces, los rohinyás han sido regularmente perseguidos por el Gobierno y los budistas nacionalistas.

## Muyahidines (1947–1954)

### Insurgencia temprana
En mayo de 1946, los líderes musulmanes de Arakán se reunieron con Muhammad Ali Jinnah, fundador de Pakistán, solicitando la anexión a Bengala Oriental (actual Bangladés) de dos municipios de la región de Manbyu, Buthidaung y Maungdaw. Dos meses después, se fundó la Liga Musulmana del Norte de Arakán en Akyab (actual Sittwe, capital de Rakáin), que también solicittó a Jinnah una anexión. Jinnah se negó, diciendo que no podía interverir en la política interna birmana. Tras la negativa de Jinnah, los musulmanes de Arakán hicieron propuestas al recién formado Gobierno birmano, solicitando una concesión de los dos municipios a Pakistán. Estas propuestas fueron rechazadas por el Parlamento de Birmania. 
Posteriormente los muyahidines locales, calculados entre 2 000 y 5 000 combatientes, iniciaron la lucha contra el Gobierno birmano. Liderados por Mir Kassem, los muyahidines comenzaron a atacar a soldados estacionados en la región, conquistando territorio y expulsando en el proceso a las comunidades rakáines de sus aldeas, muchos de los cuales huyeron a Bengala Oriental.
En noviembre de 1948 se declaró la ley marcial. Se envió al 5.º Batallón de Fusileros de Birmania y al 2.º Batallón Chin para combatir a los insurgentes. En junio de 1949, el control gubernamental sobre la región se redujo a la ciudad de Akyab, mientras que los muyahidines poseían casi la totalidad del norte de Arakán. Tras varios meses de combates, las fuerzas birmanas lograron hacer retroceder a los muyahidines hacia las selvas de la región de Mayu, cerca de la frontera occidental del país.
En 1950, el Gobierno paquistaní advirtió a sus homólogos birmanos respecto al trato a los musulmanes en Arakán. El primer ministro birmano, U Nu, envió inmediatamente al diplomático musulmán Pe Khin para acordar un memorando de entendimiento con el fin de que Pakistán dejara de apoyar a los muyahidines. Kassem fue arrestado por las autoridades paquistaníes en 1954, y muchos de sus seguidores se entregaron posteriormente al Gobierno. 
El Gobierno acusó a los muyahidines de alentar la inmigración ilegal de miles de bengalíes desde Bengala Oriental a Arakán. Esta afirmación que ha sido muy discutida durante décadas, ya que pone en duda la legitimidad de los rohinyás como nativos de Arakán.

### Operaciones militares contra los muyahidines
Entre 1950 y 1954, el Ejército de Birmania lanzó varias operaciones militares contra los muyahidines restantes al norte de Arakán. La primera operación militar dio inicio en marzo de 1950, seguida de una segunda, llamada Operación Mayu, en octubre de 1952. Varios líderes muyahidines llegaron a un acuerdo de rendición y desarme con las fuerzas gubernamentales tras el éxito de las operaciones.

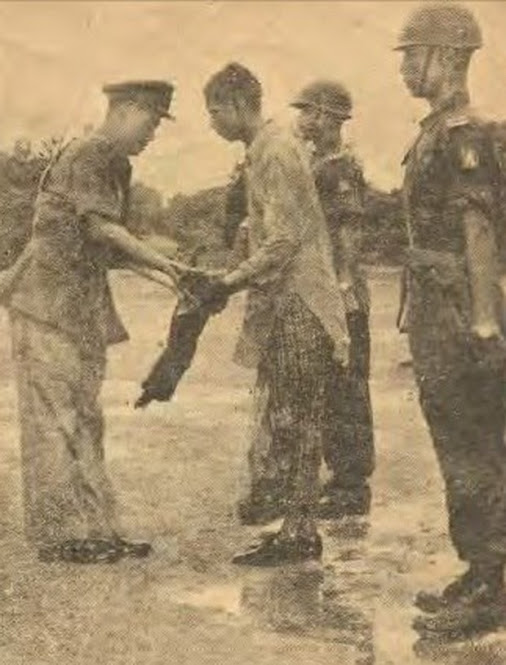
Un muyahidín rohinyá entrega su arma al general de brigada Aung Gyi, 4 de julio de 1961.

En la segunda mitad de 1954, los muyahidines comenzaron una nueva ola de ataques contra las autoridades locales y los soldados estacionados alrededor de Maungdaw, Buthidaung y Rathedaung. Cientos de budistas rakaines iniciaron huelgas de hambre en Rangún (actual Yangón) en protesta por los ataques, pidiendo una respuesta del gobierno. Posteriormente, el Gobierno lanzó la operación Monzón en octubre de 1954.

### Declive de los muyahidines
La operación Monzón supuso el fin de los esfuerzos del Gobierno para sofocar la insurgencia muyahidín. Redujo drásticamente la presencia muyahidín en la región, ya que el Tatmadaw capturó sus principales bastiones y mató a varios de sus líderes. 
Un grupo de 150 muyahidines, liderados por Shore Maluk y Zurah, se rindió a las fuerzas gubernamentales en 1957. Otros 214 muyahidines, bajo el liderazgo de al-Rashid, acordaron su desarme y rendición con las fuerzas gubernamentales el 7 de noviembre de 1957.
A finales de la década de 1950, los muyahidines habían perdido casi todo su apoyo. El Gobierno birmano comenzó a implementar diversas políticas destinadas a la reconciliación en Arakán. Los Gobiernos de Birmania y Pakistán establecieron el 1 de mayo de 1961 el Distrito Fronterizo de Mayu en Arakán, con el fin para apaciguar a los rohinyá y combatir la debilitada insurgencia muyahidín.
El 4 de julio de 1961, 290 muyahidines del sur de Maungdaw se rindieron ante el Gral. Aung Gyi, quien en ese momento era comandante en jefe de las fuerzas birmanas. El 15 de noviembre de 1961, más muyahidines se rindieron a Aung Gyi en Buthidaung. No obstante, decenas de muyahidines permanecieron bajo el mando de Moulvi Jafar Kawal, 40 bajo Abdul Latif y 80 bajo Annul Jauli. Todos estos grupos carecían de apoyo local, lo que los orilló al contrabando de arroz a finales de la década de 1960.

## Movimientos separatistas rohinyás (1972–2001)

### Grupos separatistas en las décadas de 1970 y 1980
Bajo el régimen de Ne Win, el Gobierno se volvió cada vez más hostil en contra de los rohinyás e implementaron políticas para negarles la ciudadanía. El 26 de abril de 1964, se creó el Frente de Independencia Rohinyá (RIF), que tenía el objetivo de crear una zona musulmana autónoma para los rohinyás. El grupo cambió su nombre a Ejército de Independencia Rohinyá (RIA) en 1969 y luego a Frente Patriótico Rohinyá (RPF) el 12 de septiembre de 1973. En junio de 1974, el RPF se reorganizó con Muhammad Jafar Habib como presidente, Nurul Islam como vicepresidente y Muhammad Yunus como secretario general. El RPF tenía alrededor de 70 combatientes. 
Moulvi Jafar Kawal fundó el Partido de Liberación Rohingya (RLP) el 15 de julio de 1972, tras movilizar varias facciones de antiguos muyahidines bajo su mando. Kawal se designó a sí mismo presidente, a Abdul Latif vicepresidente y ministro de asuntos militares y a Muhammad Jafar Habib secretario general. Su fuerza aumentó de 200 combatientes en su fundación a 500 en 1974. El RLP estabaasentado en su mayoría en las selvas cercanas a Buthidaung, armado con armas traídas de contrabando desde Bangladés. Tras una operación militar masiva del Tatmadaw en julio de 1974, Kawal y la mayoría de sus hombres huyeron hacia Bangladés.
En febrero de 1978, el Ejército lanzó una operación militar masiva llamada operación Nagamin (operación Rey Dragón) en el norte de Arakán, con la meta oficial de expulsar a los llamados "extranjeros" del área antes de un censo nacional. El objetivo principal del Tatmadaw durante la operación fue expulsar de Arakán a los insurgentes y sus simpatizantes. A medida que la operación se extendía más al noroeste, cientos de miles de rohinyás cruzaron la frontera buscando refugio en Bangladés.
Posteriormente, en una reunión entre el presidente birmano Ne Win y el presidente bangladesí Ziaur Rahman, Ziaur amenazó con proporcionar armas y entrenamiento a los refugiados rohinyá si Birmania no los repatriaba. Ne Win aceptó repatriar a los refugiados rohinyá bajo la supervisión del ACNUR, acuñándolos como "residentes legales de Birmania".
En 1982, los elementos más radicales del Frente Patriótico Rohingya (RPF) se separaron del grupo, formando la Organización de Solidaridad Rohingya (OSR). Fue comandada por Muhammad Yunus, exsecretario general del RPF. La RSO se convirtió en la facción más influyente y extremista entre los grupos insurgentes rohinyá al cimentarse en motivos religiosos. Obtuvo el apoyo de varios grupos islamistas, como Jamaat-e-Islami, Hizb-e-Islami, Hizb-ul-Mujahideen, Angkatan Belia Islam sa-Malaysia y la Organización de la Juventud Islámica de Malasia.
La Ley de ciudadanía birmana se implementó el 15 de octubre de 1982 y, con excepción del pueblo kamein, los musulmanes no fueron reconocidos legalmente y se les negó la ciudadanía.
En 1986, el RPF se fusionó con una facción del RSO liderada por el exvicepresidente del RPF, Nurul Islam, creando así al Frente Islámico Rohinyá de Arakán (ARIF).

### Actividad y expansiones en la década de 1990
A inicios de 1990, los campamentos de la RSO estaban ubicados en el distrito de Cox's Bazar, al sur de Bangladés. La RSO poseía un importante arsenal de ametralladoras ligeras, fusiles AK-47, lanzacohetes RPG-2, minas Claymore y explosivos, de acuerdo a un informe de campo realizado por el corresponsal Bertil Lintner en 1991. El Frente Islámico Rohinyá de Arakán (ARIF) estaba armado principalmente con subfusiles Sterling L2A3 y fusiles M-16.
La expansión militar de la RSO dio lugar a que el Gobierno birmano lanzara una contraofensiva llamada operación Pyi Thaya (operación Nación Limpia y Hermosa) para expulsar a los insurgentes de la RSO a lo largo de la frontera con Bangladés. En diciembre de 1991, soldados birmanos cruzaron la frontera y atacaron accidentalmente un puesto militar bangladesí, lo que provocó tensiones diplomáticas. En abril de 1992, más de 250 000 civiles rohinyás se vieron obligados a abandonar el norte de Rakáin como consecuencia del aumento de las operaciones militares en la zona. 
En abril de 1994, cerca de 120 insurgentes de la RSO ingresron al municipio birmano de Maungdaw, cruzando el río Naf, que marca la frontera con Bangladés. El 28 de abril de 1994, nueve de las doce bombas colocadas en Maungdaw por insurgentes de la RSO explotaron, dañando un camión de bomberos y algunos edificios e hiriendo gravemente a cuatro civiles.
El Ejército Nacional Rohinyá (RNA), junto con el Ejército de Arakán, atacaron posiciones del Ejército Birmania el 5 de abril de 2001, matando a cinco soldados e hiriendo a una docena más. El 27 de mayo, el RNA atacó un campamento militar en Bodala, a 48 km de Maungdaw. El RNA afirmó que el ejército de Birmania sufrió 20 bajas.
Después de los atentados del 11 de septiembre de 2001, el Tatmadaw comenzó a compartir inteligencia militar con Estados Unidos sobre la actividad insurgente rohinyá. Un informe entregado por el Tatmadaw a la CIA afirmaba que en 2002 la ARNO tenía 170 combatientes y que sus dirigentes se habían reunido con integrantes de Al Qaeda y con talibanes en Afganistán. El informe afirmó además que 90 miembros de la ARNO habían sido enviados a Afganistán y Libia, con el fin de recibir entrenamiento. Ninguna de las afirmaciones del informe ha sido verificada de forma independiente y fueron en gran medida ignoradas por los Estados Unidos.
Las organizaciones extremistas islámicas Harkat-ul-Jihad al-Islami y Harkat-ul-Ansar también también han afirmado tener ramas en Birmania.

## Insurgencia del ARSA (2016–presente)

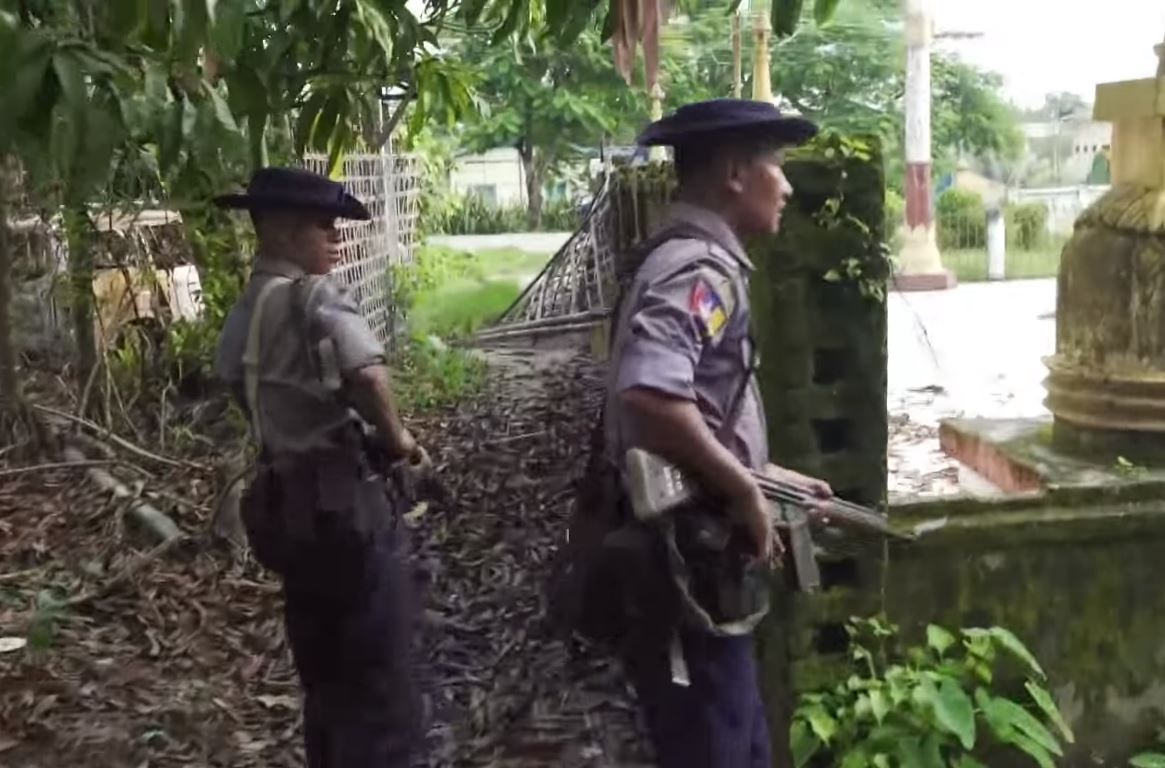
Miembros de la Fuerza de Policía de Myanmar patrullando en Maungdaw, septiembre de 2017.

El 9 de octubre de 2016, cientos de insurgentes no identificados atacaron tres puestos fronterizos birmanos a lo largo de la frontera con Bangladés. Según funcionarios gubernamentales de Maungdaw, de mayoría rohinyá, los atacantes usaron cuchillos, machetes y hondas caseras que arrojaban pernos de metal. Nueve agentes fronterizos fueron asesinados y los insurgentes saquearon 48 armas, 6 624 balas, 47 bayonetas y 164 cartuchos de bala. El 11 de octubre de 2016, cuatro soldados murieron durante el tercer día de combates. Tras los asaltos, surgieron informes de violaciones de los derechos humanos perpetradas por el Ejército birmano en su contraofensiva hacia presuntos insurgentes rohinyá.
Los funcionarios de Rakáin inicialmente culparon al RSO, un grupo insurgente islamista, por los ataques. Sin embargo, el 17 de octubre de 2016, un grupo autodenominado Harakah al-Yaqin (posteriormente cambiado a Ejército de Salvación Rohinyá de Arakán o ARSA) se atribuyó la autoría de los ataques. En los días siguientes, otros seis grupos publicaron declaraciones, todas citando al mismo líder.
El Ejército birmano anunció el 15 de noviembre de 2016 que 69 insurgentes, 10 policías y 7 soldados habían muerto en enfrentamientos recientes en el norte de Rakáin, lo que elevó el número de muertos a 134 (102 insurgentes y 32 miembros de las fuerzas de seguridad). También se anunciaron 234 detenciones de sospechosos.  Algunos de ellos fueron condenados a muerte por su participación en los atentados del 9 de octubre.
Casi dos docenas de destacados activistas de derechos humanos, entre ellos Malala Yousafzai, el arzobispo Desmond Tutu y Richard Branson, pidieron una intervención del Consejo de Seguridad de las Naciones Unidas para que pusiera fin a la "limpieza étnica y los crímenes contra la humanidad" perpetrados al norte de Rakáin.
Un informe policial obtenido por Reuters en marzo de 2017, enumera a 423 rohinyás detenidos por la policía desde el 9 de octubre de 2016, 13 de los cuales eran niños. Dos capitanes de la policía en Maungdaw verificaron el documento y justificaron los arrestos. Uno de ellos declaró: "Nosotros, la policía, debemos arrestar a quienes colaboraron con los atacantes, sean niños o no, pero será el tribunal quien decida si son culpables. No somos nosotros quienes lo hacemos". La policía de Birmania también afirmó que los niños habían confesado sus presuntos delitos durante los interrogatorios y que no fueron golpeados ni presionados durante el interrogatorio. La edad media de los detenidos era de 34 años, el más joven tenía 10 años y el mayor 75.
A inicios de agosto de 2017, el Ejército birmano reanudó las "operaciones de limpieza" al norte de Rakáin, agravando la crisis humanitaria en el país, según lo informado por la Oficina del Alto Comisionado de las Naciones Unidas para los Derechos Humanos (ACNUDH) el 11 de octubre de 2017. El informe, titulado Informe de la misión de respuesta rápida del ACNUDH a Cox's Bazar, Bangladés, detalla el "proceso sistemático" con el cual el Ejército birmano expulsa a la población rohinyá del país, así como diversas violaciones de derechos humanos perpetradas por militares.
Durante la madrugada del 25 de agosto de 2017, alrededor de 150 insurgentes lanzaron una ola de ataques coordinados contra 24 estaciones de policía y la base del 552.º Batallón de Infantería Ligera en Rakáin, dejando 71 muertos (12 agentes de seguridad y 59 insurgentes). El Tatmadaw declaró el 1 de septiembre de 2017 que el número de muertos por los combates en la zona había ascendido a 370 insurgentes, 13 agentes de seguridad, dos funcionarios públicos y 14 civiles. El Tatmadaw también estimó que el tamaño del ARSA era de alrededor de 600 combatientes.
El ARSA declaró un alto el fuego de un mes unilateral el 9 de septiembre de 2017, en un intento de permitir el acceso seguro del personal de ayuda humanitaria al norte de Rakáin. El grupo instó a las fuerzas gubernamentales a aceptar el alto el fuego, que habría estado en vigor desde el 10 de septiembre hasta el 9 de octubre (el primer aniversario de los primeros ataques del ARSA contra el Gobierno birmano). El gobierno rechazó el alto el fuego, y Zaw Htay, portavoz de la Consejería de Estado, declaró: "No tenemos ninguna política de negociar con terroristas". Para entonces, el Tatmadaw estimó que el número de combatientes del ARSA se había reducido a menos de 500.
A finales de octubre de 2017, la ONU estimó que más de 600 000 refugiados rohinyá habían huido a Bangladés desde que se reanudaron los combates dos meses antes. El embajador de Bangladés ante la ONU calificó la situación de "insostenible" para su país, el cual planificaba esterilizar a las mujeres rohinyá para evitar una explosión demográfica, también repatriando, en cooperación con las autoridades birmanas, a algunos de los refugiados rohinyá a Rakáin. Sin embargo, gran parte de las tierras agrícolas abandonadas por los refugiados rohinyá han sido expropiadas por el Gobierno, y una gran mayoría de ellos no tienen ningún documento oficial que certifique su previa residencia en Rakáin, debido a su apatridia.
El Tatmadaw estimó que en enero de 2018 que el ARSA contaba ya con tan sólo 200 efectivos.
El 22 de mayo de 2018, Amnistía Internacional publicó un informe afirmando tener pruebas del asesinato de 99 civiles hindúes por parte del ARSA el 25 de agosto de 2017, el mismo día en que el ARSA lanzó un ataque masivo contra las fuerzas de seguridad birmanas.

## Ofensiva de Rakáin y alianzas con el Tatmadaw (2023–presente)

Situación militar en Birmania el 5 de enero de 2025

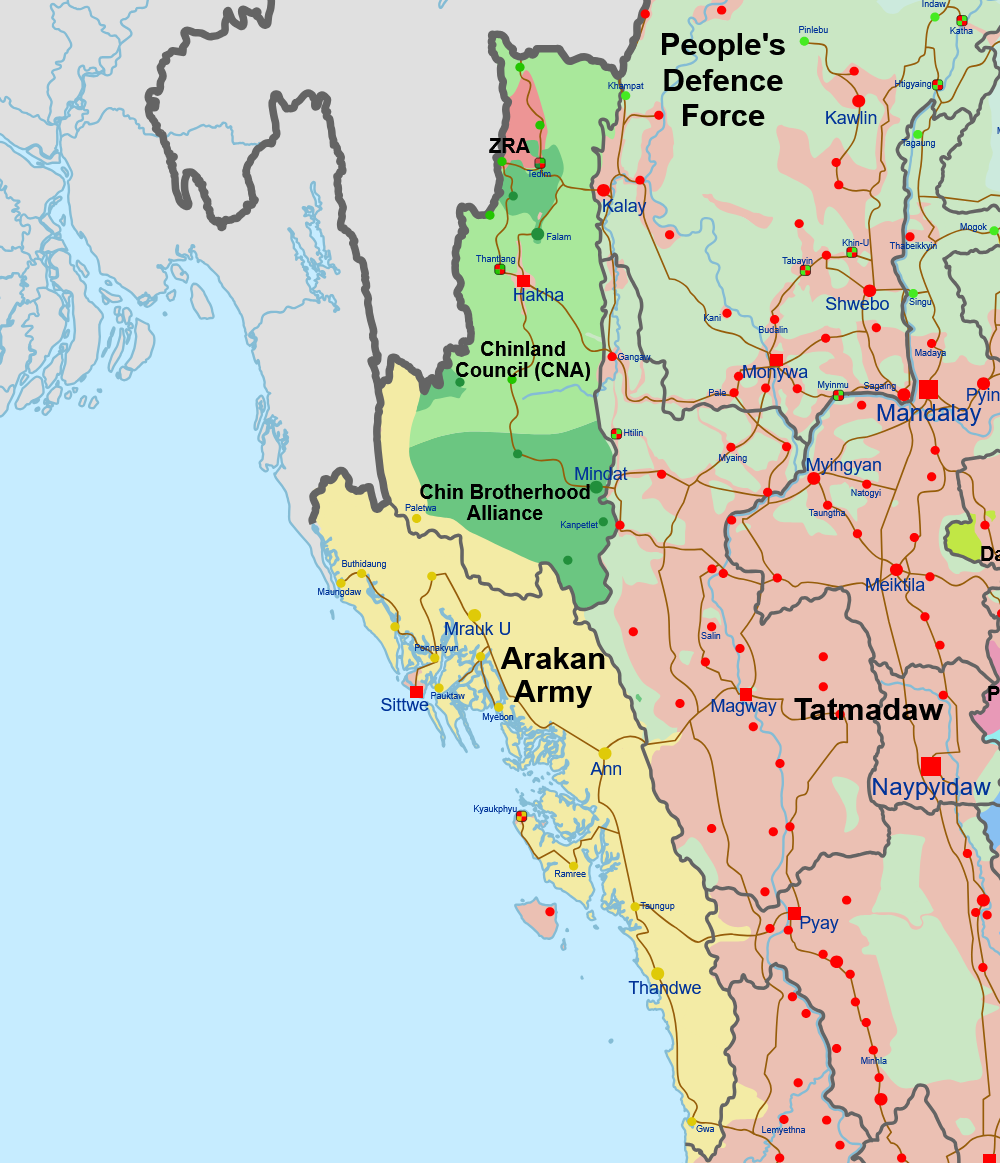
Mapa del avance del Ejército de Arakán desde 2023 hasta el 23 de enero de 2025

El 27 de abril de 2025, Jamaat-e-Islami propuso un Estado de mayoría rohinyá independiente de Birmania durante una reunión con funcionarios del Partido Comunista Chino. Los funcionarios bangladesíes afirmaron que estaban enfatizando la necesidad de una zona segura para los rohinyás en Rakáin. 

## Crisis humanitaria

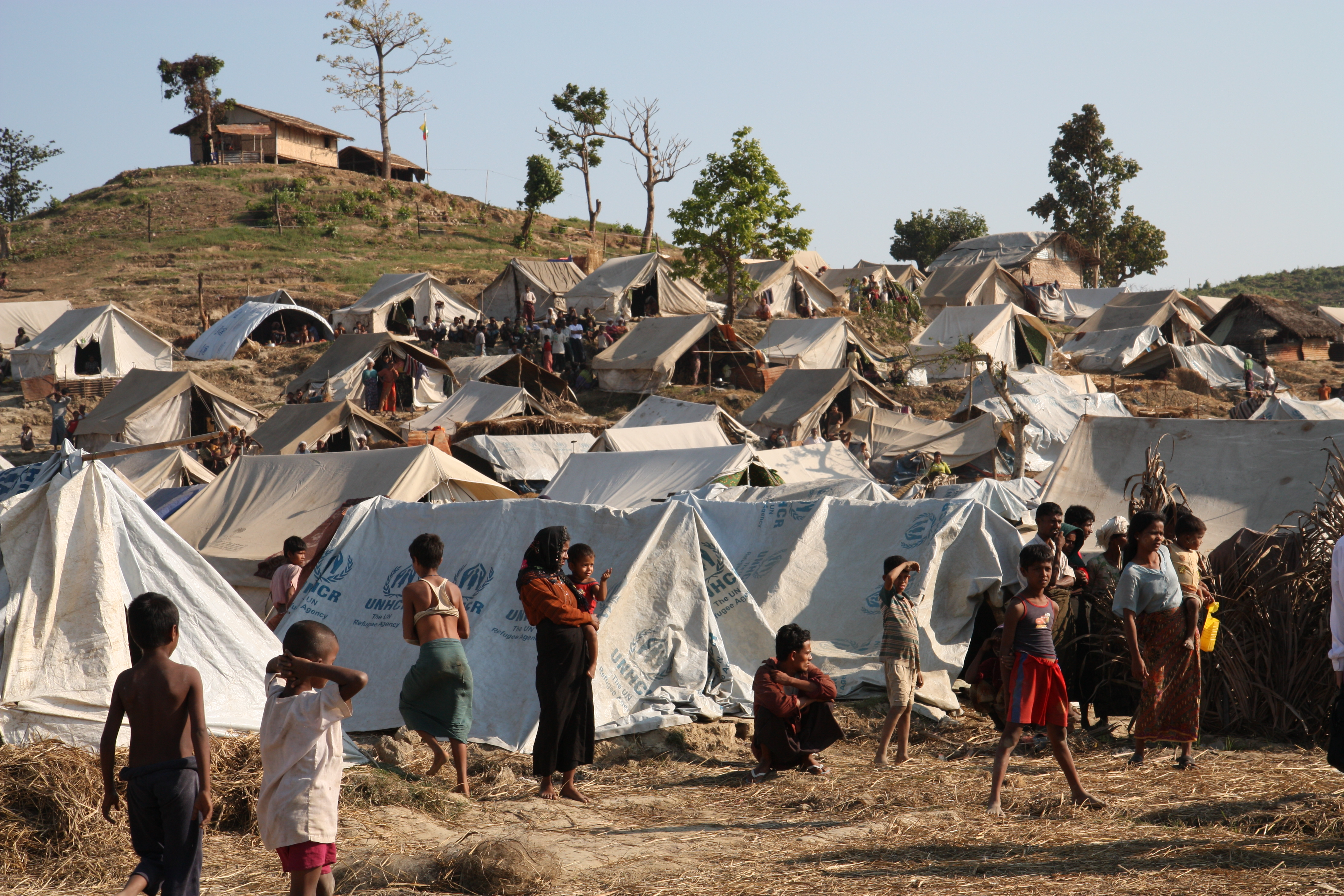
Desplazados internos rohinyás en Rakáin, 14 de diciembre de 2012.

Se tiene estimado que entre 655 000 y 700 000 rohinyás tuvieron que huir a Bangladés entre el 25 de agosto y diciembre de 2017, evitando la persecución étnica y religiosa por parte del Gobierno birmano en sus "operaciones de limpieza" contra los insurgentes. Se les unen, además, otros 300 000 refugiados rohinyá que habían llegado tras huir de oleadas anteriores de violencia comunitaria. La Oficina de las Naciones Unidas para la Coordinación de Asuntos Humanitarios (OCAH) estimó el 31 de julio de 2018 que 128 000 rohingyas habían sido desplazados internamente dentro de Rakáin.  
En la 73.ª sesión de la Asamblea General de las Naciones Unidas, a finales de septiembre de 2018, la primeraa ministra bangladesí Sheikh Hasina declaró que su país albergaba al menos 1 100 millones de refugiados rohinyá, pidiendo ayuda a los líderes internacionales para encontrar una "solución temprana y pacífica" a la crisis humanitaria.
Siete refugiados rohinyá fueron deportados de la India el 3 de octubre de 2018, tras una decisión del Tribunal Supremo de la India de rechazar el amparo para detener su deportación. Los refugiados habían estado en prisión desde 2012 tras haber entrado ilegalmente a la India, huyendo de los disturbios comunales en Rakáin. La deportación siguió adelante a pesar de las advertencias de las Naciones Unidas, que citaron las condiciones inadecuadas del proceso. Se estima que todavía quedan 18 000 solicitantes de asilo rohinyá en la India, la mayoría de los cuales fueron introducidos ilegalmente en el país, dirigiéndose a ciudades de mayoría musulmana como Hyderabad y Jammu.

### Informe del ACNUDH
El 11 de octubre de 2017, la Oficina del Alto Comisionado de las Naciones Unidas para los Derechos Humanos (ACNUDH) publicó el Informe de la misión de respuesta rápida del ACNUDH a Cox's Bazar, Bangladés, que detallaba el "proceso sistemático" con el cual el Ejército birmano expulsaba cientos de miles de rohinyás de Birmania. El informe señaló que previo a los ataques del 25 de agosto de 2017 y la represión militar consiguiente, los militares aplicaron una estrategia para:
- arrestar y detener arbitrariamente a varones rohinyá de entre 15 y 40 años
- arrestar y detener arbitrariamente a figuras políticas, culturales y religiosas rohinyá
- restringir el acceso rohinyá a alimentos, medios de subsistencia y maneras de realizar actividades cotidianas
- expulsar en masa a los rohinyás mediante repetidos actos de humillación y violencia, como la incitación al odio [sectario], la violencia y los asesinatos.
- infundir miedo y traumas (físicos, emocionales y psicológicos) de forma profunda y generalizada en los rohinyás, mediante actos de brutalidad, como asesinatos, desapariciones, torturas y violaciones (y otras formas de violencia sexual)

## Crímenes de guerra y genocidio
Según un informe publicado en marzo de 2018 por los Parlamentarios por los Derechos Humanos de la ASEAN (APHR), 43 000 padres rohinyá han sido "reportados como desaparecidos, [y] dados por muertos" desde el comienzo de la represión militar en agosto de 2017. Un estudio de laUniversidad de Harvard en agosto de 2018 estimó que en el mismo período, 24 000 rohinyás habían sido asesinados, 18 000 mujeres y niñas rohinyás habían sido violadas, 116 000 rohinyás habían sido golpeados y 36 000 rohinyás habían sido víctimas de incendios provocados. Según un informe de la BBC en 2019, el Gobierno demolió poblados musulmanes rohinyá, reemplazándolos con cuarteles de policía, edificios gubernamentales y campos de reubicación de refugiados.
El 23 de enero de 2020, en lo que se conoce como el caso del genocidio rohingya, Gambia (como representante de la Organización de Cooperación Islámica) ganó un fallo contra Birmania en la Corte Internacional de Justicia para una medida provisional de protección, ya que el gobierno demandado estaba incumpliendo la Convención sobre el genocidio.

## Imágenes engañosas
Ambos lados del conflicto han utilizado imágenes falsas para denunciar violencia en contra de civiles. Verificar la autenticidad de las imágenes se ha convertido en un desafío para los investigadores, debido a las restricciones de viajes y de medios impuestas por el Gobierno de Birmania en Rakáin.
Tras los ataques del ARSA en agosto de 2017 y la posterior represión militar, funcionarios birmanos publicaron fotografías que supuestamente mostraban a varios rohinyás incendiando edificaciones en su propia aldea. El portavoz del Gobierno, Zaw Htay, tuiteó un enlace a un artículo gubernamental sobre las fotos, titulado "¡Fotos de bengalíes incendiando sus casas!". Sin embargo, los periodistas identificaron posteriormente a dos de los pirómanos como hindúes de una escuela cercana, lo que llevó a Htay a anunciar que el gobierno investigaría el asunto.
En julio de 2018, el departamento de relaciones públicas del Tatmadaw realizó una publicación propagandística titulada "La política de Birmania y el Tatmadaw: Parte I ", la cual contenía fotografías donde supuestamente se mostraban la inmigración ilegal de rohinyás durante el dominio británico y la violencia perpetrada por los rohinyás contra los rakáines. Más tarde, Reuters reveló que las fotografías eran fraudulentas. Una foto que supuestamente mostraba a un rohinyá con los cadáveres de rakáines asesinados era en realidad una foto tomada durante la guerra de liberación de Bangladés de un hombre recuperando los cadáveres de bengalíes masacrados. Otra foto que afirmaba mostrar la entrada de cientos de "intrusos bengalíes" (es decir, rohinyás) en Rakáin era de hecho una foto premiada de refugiados hutus tomada en 1996. El Ejército birmano se disculpó posteriormente, el 3 de septiembre de 2018, por el mal uso de las fotos, diciendo en un comunicado: "Nos disculpamos sinceramente con los lectores y los propietarios de las fotografías por el error".

## Controversias en Facebook
Tras los ataques de ARSA en agosto de 2017, Facebook (actualmente Meta) recibió duras críticas por su gestión del discurso de odio contra los rohinyás en su plataforma. En marzo de 2018, un investigador de la ONU acusó a Facebook de permitir que en su plataforma se incitara el odio contra los rohinyá y afirmó que el sitio se había "convertido en una bestia". Una investigación de Reuters en agosto de 2018 encontró que más de mil publicaciones y comentarios de odio contra los rohinyás y otros musulmanes eran visibles en Facebook, pese a que el director ejecutivo de la compañía, Mark Zuckerberg, se había comprometido cuatro meses antes con los senadores estadounidenses para contratar más revisores birmanos para combatir el problema.
Un informe del New York Times publicado en octubre de 2018 afirmó que, desde 2013, el Ejército birmano había comenzado una campaña en línea contra los rohinyá, creando hasta 700 cuentas falsas y páginas de noticias falsas para difundir desinformación y criticar publicaciones que no encajaran en las posturas del Ejército sobre determinados temas. El jefe de política de ciberseguridad de Facebook calificó las acciones de los militares como "claros intentos deliberados para difundir propaganda de forma encubierta". En agosto de 2018, Facebook eliminó permanentemente varias de las cuentas, incluyendo páginas de seguidores falsos de celebridades e íconos nacionales.
El informe también denunció que el brazo de inteligencia del Ejército inició una campaña en 2017 para incitar a la violencia entre civiles budistas y musulmanes. Se enviaron falsas advertencias de futuros ataques a través de Facebook Messenger, pretendiendo ser sitios de noticias o páginas de seguidores de celebridades. Se le advirtió a los grupos budistas sobre futuros "ataques yihadistas", mientras que a los grupos musulmanes se les dijo que monjes budistas nacionalistas estaban organizando protestas antimusulmanas.